# Conștiința de sine
Conștiința de sine este însușirea unei entități de a realiza, la modul reflexiv, cine este, cu cine este, unde se află și în ce moment din timp se află.
A ști cine ești înseamnă a fi orientat autopsihic. A ști în ce companie te afli definește orientarea allopsihică. A cunoaște unde și în ce moment te afli înseamnă a fi orientat spațial și temporal.
În mod aproape firesc, cunoașterea acestor coordonate, integrarea și prelucrarea lor intrapsihică duce la întrebarea „de ce sunt?”. Și de aici emerge ideea creației (divine sau întâmplătoare), element fundamental al oricărui sistem de gândire umană.